# Hampshire Championships 1980
Die Hampshire Building Society Open Championships 1980 im Badminton fanden vom 18. bis zum 20. Januar 1980 in Alton statt.

## Sieger und Platzierte
| Disziplin    | Gold                         | Silber                       | Bronze                        |
| ------------ | ---------------------------- | ---------------------------- | ----------------------------- |
| Herreneinzel | Gary Scott                   | David Hunt                   | S. Jordan                     |
| Herreneinzel | Gary Scott                   | David Hunt                   | Steve Baddeley                |
| Dameneinzel  | Pamela Hamilton              | Sally Leadbeater             | Helen Troke                   |
| Dameneinzel  | Pamela Hamilton              | Sally Leadbeater             | Alison Bryson                 |
| Herrendoppel | Martin Dew Ray Rofe          | Duncan Bridge Tim Stokes     | Steve Baddeley David Hunt     |
| Herrendoppel | Martin Dew Ray Rofe          | Duncan Bridge Tim Stokes     | Gary Scott Ray Sharp          |
| Damendoppel  | Suzanne Martin Hazel Wickson | Susan Whetnall R. Rowan      | Pamela Hamilton Alison Bryson |
| Damendoppel  | Suzanne Martin Hazel Wickson | Susan Whetnall R. Rowan      | Gillian Clark Clair Abrams    |
| Mixed        | Tim Stokes Kathy Tredgett    | Duncan Bridge Suzanne Martin | Peter Poole Iris Seward       |
| Mixed        | Tim Stokes Kathy Tredgett    | Duncan Bridge Suzanne Martin | C. Back Gillian Clark         |